# Mega Man Battle Network 3
Mega Man Battle Network 3 (Battle Network Rockman EXE 3 (バトルネットワーク ロックマンエグゼ3, Batoru Nettowāku Rokkuman Eguze Surī) au Japon) est un tactical RPG développé par Capcom Production Studio 2 et édité par Capcom en 2002 sur Game Boy Advance. C'est le troisième volet de la série Mega Man Battle Network. Au Japon, la version originale sort en décembre 2002 et une version sous-titrée Battle Network Rockman EXE 3 Black (Black (ブラック, Burakku)) contenant des corrections de bugs, de nouvelles zones, des boss optionnels, et d'autres améliorations est publiée en mars 2003 sur l'archipel. En occident, le jeu sort en deux versions complémentaires le même jour dans chaque région en juin et juillet 2003 sous-titrés Mega Man Battle Network 3 Blue et  Mega Man Battle Network 3 White. Il est réédité en 2014 sur la console virtuelle de la Wii U,,,,,,.

## Trame
Quelques mois après le second opus, le WWW se remet à faire des siennes. Cela ne peut vouloir dire qu'une chose : le Dr Wily n'est pas mort et a repris du service. Il cherche à libérer un programme nommé Alpha, qui a été emprisonné à sa création car incontrôlable. Ayant rassemblé un nouveau groupe de cyber-criminels, il recherche les parties du programme de la barrière de la prison d'Alpha. Par un pur hasard, à chaque fois qu'un des membres de WWW cherche l'une des parties du programme, Lan Hikari se trouve être dans les parages.
Tous les efforts pour arrêter le Dr Wily sont vains et le programme est finalement libéré, menaçant de provoquer l’effondrement et la destruction du réseau. Mais, même Wily n'avait pas prévu qu'Alpha se retournerait contre lui, provoquant ainsi la fin du diabolique docteur. Enfin, après un combat acharné, Lan et Mega Man.EXE arrivent à venir à bout du programme dévastateur.

## Système de jeu

### Généralités
Battle Network 3 est la suite de Mega Man Battle Network 2 et reprend ainsi tous les mécanismes de ce précédent opus. Les puces de mise à jour sont cependant abandonnées mais remplacées par le système de personnalisation du Navi (Navi Customizer). Cet opus est décliné en deux versions, Mega Man Battle Network 3 White et Mega Man Battle Network 3 Blue. Les principales différences résident au niveau des puces disponibles en jeu, du dernier style disponible et des blocs de personnalisation, au niveau des boss et de certaines quêtes mineures sont différentes d'un jeu à l'autre. Le changement de forme est repris ainsi que le programme avancé.
Le nombre de puce a été grandement augmenté et en contient plus de 300 (200 puces de combat, 85 puces Navi, 20 puces Navi niveau supérieur). Le Navi Customizer permet d'ajouter des effets et des points de caractéristiques à Mega Man.EXE.

### Spécificités des différentes versions

#### Blue
Le style exclusif à la version Blue est le Shadow style.

#### White
Le style exclusif à la version White est le Ground style. Ce style permet d'utiliser les blocs de personnalisation.

#### Version japonaise originale etBlack
|  |  |